# Melavesi
Melavesi är en sjö i Finland. Den ligger i Kuopio i landskapet Norra Savolax, i den centrala delen av landet, 300 km nordost om huvudstaden Helsingfors. Melavesi ligger 74 meter över havet.